# Apache Software Foundation
Apache Software Foundation (ASF) es una organización sin fines de lucro (una fundación) creada para dar soporte a los proyectos de software bajo la denominación Apache, incluyendo el popular servidor HTTP Apache. La ASF se formó a partir del llamado Grupo Apache y fue registrada en Delaware (Estados Unidos), en marzo de 1996.
Apache Software Foundation es una comunidad descentralizada de desarrolladores que trabajan cada uno en sus propios proyectos de código abierto. Los proyectos Apache se caracterizan por un modelo de desarrollo basado en el consenso y la colaboración y en una licencia de software abierta y pragmática. Cada proyecto es gestionado por un grupo autoseleccionado de expertos técnicos que son participantes activos en dicho proyecto. La ASF es una meritocracia, de lo que se deriva que la pertenencia a la fundación se permite solo a voluntarios que hayan contribuido significativamente a proyectos Apache.
Entre los objetivos de la ASF se encuentran el de proporcionar protección legal a los voluntarios que trabajan en proyectos Apache, y al propio nombre Apache de ser empleado por otras organizaciones. El proyecto Apache es el origen de la Licencia Apache y de todas las licencias que siguen un esquema similar (llamadas licencias "estilo Apache").

## Financiación
Entre los patrocinadores conocidos se cuentan Google, Yahoo, Microsoft, Hewlett-Packard, Covalent, IONA, AirPlus International, BlueNog, Intuit, Joost, Matthew Mullenweg, Two Sigma Investments.
La propia Apache Software Foundation clasifica a estos patrocinadores en diferentes categorías:
| Categoría | a partir de $ / año | Patrocinador |
| --------- | ------------------- | --- |
| Platinum  | 100.000 $           | Google, Yahoo, Microsoft                                                                                           |
| Gold      | 40.000 $            | Hewlett-Packard, Facebook, AMD, IBM, Hortonworks                                                                   |
| Silver    | 20.000 $            | Basic Technology, Cloudera, Matthew Mullenweg, PSW Group, SpringSource                                             |
| Bronze    | 5.000 $             | AirPlus International, BlueNog, FuseSource, Intuit, Joost, Liip AG, Lucid, Talend, Two Sigma Investments, WANdisco |

Los patrocinadores reciben diversos tipos de apoyo por parte de la Apache Software Foundation (p.ej. "comunicados de prensa conjuntos"), siendo nombrados y honrados en las páginas web de la fundación.